# (19178) Walterbothe
(19178) Walterbothe est un astéroïde de la ceinture principale.

## Description
(19178) Walterbothe est un astéroïde de la ceinture principale. Il fut découvert le 9 septembre 1991 à Tautenburg par Freimut Börngen et Lutz Dieter Schmadel. Il présente une orbite caractérisée par un demi-grand axe de 2,57 UA, une excentricité de 0,26 et une inclinaison de 3,9° par rapport à l'écliptique.

## Compléments